# 巴日嘎斯台乡
巴日嘎斯台乡，原名巴拉格歹乡，是中华人民共和国内蒙古自治区兴安盟科尔沁右翼前旗下辖的一个乡。
2018年5月，内蒙古自治区人民政府批复将巴拉格歹乡更名为巴日嘎斯台乡。

## 行政区划
巴日嘎斯台乡下辖以下村级行政区划单位：
兴安社区、古迹社区、哈拉黑社区、兴安村、三合村、水库村、良种场村、新立村、义和村、新发村、中信村、中胜村、中安村、小城子村、吗呢吐村、共和村、古迹村、创业村、金山村、兴隆村、保龙村、根基沟村、永安村、马安村、影背山村、里程沟村、欣龙村、哈拉黑村、幸福村、民泉村、民生村、民发村、保力村、保安村、勤发村、太安村、新胜村、永富村和永进村。